# چهار قدرت بزرگ (رمان)
چهار قدرت بزرگ (به انگلیسی: The Big Four) یک رمان جنایی نوشته شده توسط آگاتا کریستی است که در آن هرکول پوآرو و آرتور هستینگز نقش دارند. این کتاب اولین بار در انگلستان توسط انتشارات ویلیام کولینز و در ۲۷ ژآنویه ۱۹۲۷ منتشر شد و در همان سال در آمریکا. قیمت نسخه انگلیسی ان هفت شلینگ و شش پنی بود و در آمریکا $2.00.
سبک این رمان با دیگر کارهای آگاتا کریستی متفاوت بوده و چند جنایت که توسط یک سازمان بزرگ روی می‌دهد را روایت می‌کند.
داستان این کتاب از چند قتل تشکیل می‌شود که همگی کار یک سازمان مخوف به نام چهار قدرت بزرگ هستند؛ که چهار شخصیت اصلی دارند:یک چینی، یک زن دانشمند فرانسوی، یک ثروتمند آمریکایی و یک بازیگر تئاتر که قتل‌ها به عهده اوست.